# Dębowiec (Schlesische Beskiden)

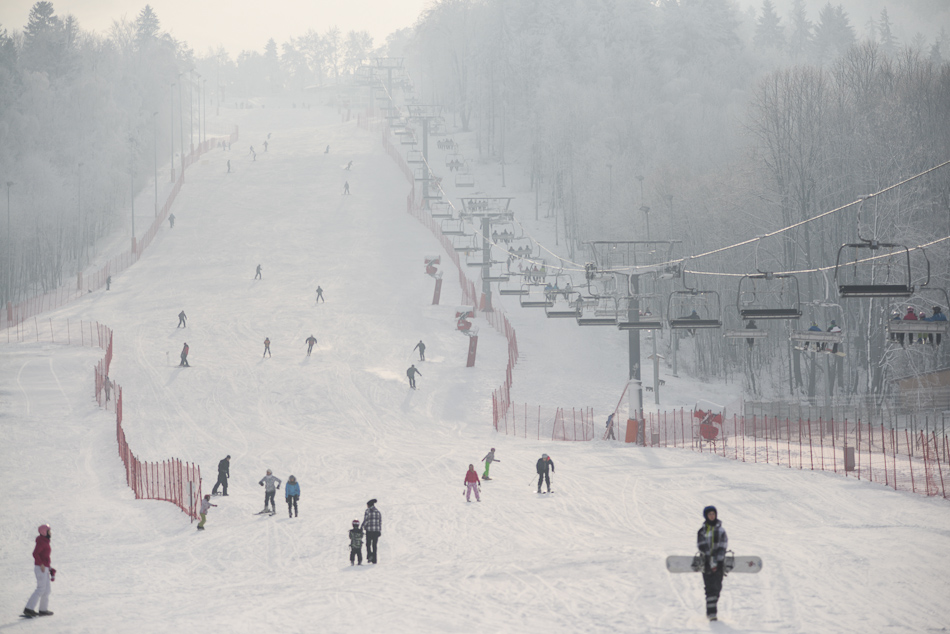
Skigebiet

Die Dębowiec ist ein Berg in Polen. Er liegt auf dem Gemeindegebiet von Bielsko-Biała. Mit einer Höhe von 686 m ist er einer der niedrigeren Berge im Klimczok-Kamm der Schlesischen Beskiden. Der Berg ist ein beliebtes Touristenziel mit vielen Ausblicken auf die benachbarten Gebirge und das Tiefland. 

## Tourismus
- Auf den Gipfel führen mehrere markierte Wanderwege von Bielsko-Biała.
- Auf dem Gipfel befindet sich die Berghütte Dębowiec.
- Am Nordhang befindet sich das Skigebiet Dębowiec.